# Moreton Island
Moreton Island är en ö i Australien. Den ligger i delstaten Queensland, omkring 50 kilometer nordost om delstatshuvudstaden Brisbane. Arean är 168 kvadratkilometer. Den sträcker sig 37,7 kilometer i nord-sydlig riktning, och 10,5 kilometer i öst-västlig riktning.
På Moreton Island finns:
- Områden:
  - Plugge Plateau (ett högland)
- Insjöar:
  - Blue Lagoon (en lagun)
- Stränder:
  - Braydon Beach (en strand)
  - Eager Beach (en strand)
  - Sovereign Beach (en strand)
  - Spitfire Beach (en strand)
  - Warrajamba Beach (en strand)
- Halvöar:
  - Cape Moreton (en udde)
  - Clohertya Peninsula (en halvö)
- Dalar:
  - Bulwer Valley (en dal)
  - Cowan Gully (en ravin)
  - Monash Gully (en ravin)
  - Shrapnel Gully (en ravin)
  - Telegraph Gully (en ravin)
- Berg:
  - Hutchison Peak (en bergstopp)
  - Jessie Peak (en bergstopp)
  - Mount Campbell (ett berg)
  - Mount Tempest (ett berg)
  - Smith Peak (en bergstopp)

Genomsnittlig årsnederbörd är 1 434 millimeter. Den regnigaste månaden är januari, med i genomsnitt 283 mm nederbörd, och den torraste är oktober, med 22 mm nederbörd.